# 延河镇
延河镇是中国黑龙江省哈尔滨市延寿县下辖的一个镇。

## 历史沿革
1932年名为柳河屯，1956年置柳河乡，1958年改公社，1981年更名延河公社，1984年建镇。

## 行政区划
现辖：
延河村、横山村、福安村、顺兴村、东明村、平安村、盘龙村、兴安村、永胜村、团山村、万宝村、新发村、南村、新华村、新生村、新兴村和星光村。